# Enchentes em Santa Catarina em 1855

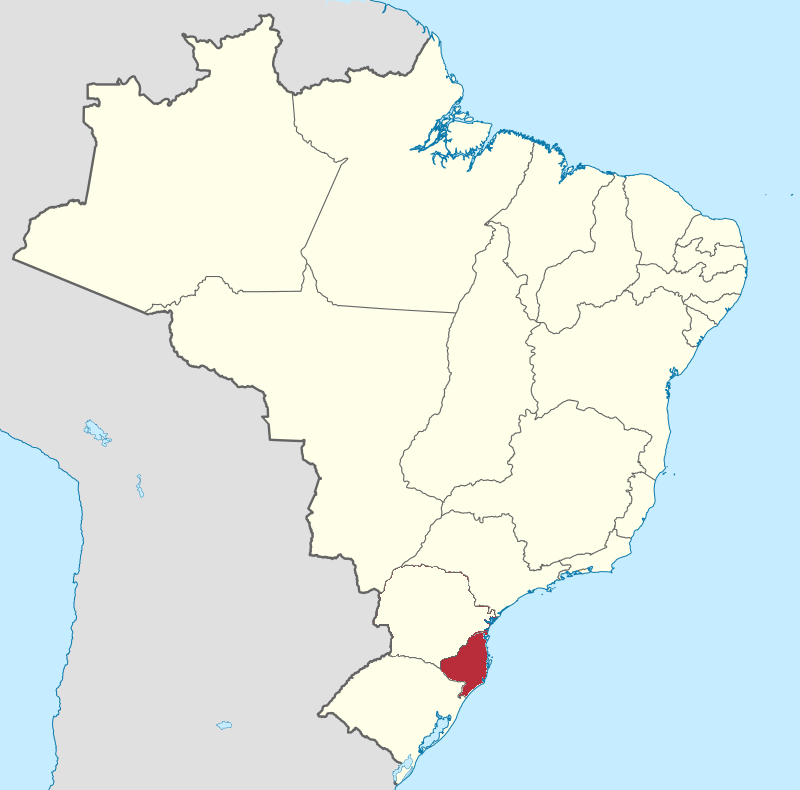
Mapa do Brasil, na época, mostrando a localização do estado de Santa Catarina (em vermelho).

As enchentes em Santa Catarina em 1855 foram eventos extremos de inundação ocorridos em setembro de 1855, na região do vale do Rio Itajaí, principalmente na cidade de Blumenau. O dia 17 de setembro de 1855 é tomado como pior dia das cheias.
Tal calamidade tem como uma das principais fontes documentais uma carta escrita por Hermann Bruno Otto Blumenau, fundador da colônia que mais tarde se tornaria a cidade de Blumenau. Nela ele relata que em menos de 36 horas o rio Itajaí-Açu subiu até a altura de mais de 63 palmos do nível normal, o que corresponderia a cerca de 15 metros. Outras fontes citam a altura de 9 metros e meio. Entre os estragos, contabilizaram-se casas alagadas e danificadas e plantações destruídas.
Hermann Blumenau avaliou ainda os prejuízos causados pela inundação em "60 até 80 contos de réis, e antes mais do que menos".